# /e/OS
/e/OS, ehemals /e/, ist ein Google-freies, auf LineageOS basierendes Betriebssystem für Smartphones und Tablets mit eigenen Webdiensten, das vom französischen Softwareentwickler und Gründer der Linux-Distribution Mandrake, Gaël Duval, ins Leben gerufen wurde. Im Vordergrund steht der Schutz der Privatsphäre des Nutzers.

## Geschichte
Da Gaël Duval mit dem fehlenden Datenschutz und der Benutzeroberfläche von Android unzufrieden war, gründete er im Dezember 2017 eelo, das später aufgrund von Markenrechtsproblemen mit einem Hersteller faltbarer Elektrofahrräder namens eelo in /e/ umbenannt wurde. Duval suchte sich mit Erfolg auf den Crowdfunding-Plattformen Kickstarter und Indiegogo finanzielle Unterstützung, mit einem Finanzierungsziel von 25.000 €, das nach kurzer Zeit übertroffen wurde. Die gemeinnützige Stiftung „e Foundation“ mit Sitz in Paris wurde im Mai 2018 gegründet.
Im September 2018 erschien die erste Betaversion von /e/ auf Basis von Android 7.1. Die erste stabile Version sollte Anfang 2019 auf Basis von Android 8.1 veröffentlicht werden, wurde aber später zum im Februar 2020 stattfindenden Mobile World Congress in Aussicht gestellt. Seit dem 4. August 2019 können refurbished Smartphones mit vorinstalliertem /e/ in einem von der „e Foundation“ entkoppelten Shop erworben werden. Dieser wird durch die „ESolutions SAS“ betrieben. Mit dem Fairphone 3 war ab dem 30. April 2020 das erste Smartphone mit vorinstalliertem /e/ und damit ohne Einschränkung der Garantie erhältlich. /e/OS ist für 200 Smartphones und 9 Tablets (Dezember 2022) verfügbar, die zugrundeliegende Android-Version ist vom Gerät abhängig.
Nachdem in Europa und Nordamerika seit Oktober 2021 Onlinedienste und mit /e/OS vorkonfigurierte Smartphones unter dem Namen Murena angeboten wurden, wird seit Juni 2022 das Murena One, ein von Duval selbst entwickeltes Smartphone der Einsteigerklasse mit /e/OS, angeboten.

## Entwicklung
/e/OS setzt sich aus verschiedenen bestehenden Open-Source-Projekten und Eigenentwicklungen zusammen. Beispielsweise basiert das System auf LineageOS und wird mit microG ausgeliefert, einer freien Nachbildung der proprietären Google-Play-Dienste. Einige der vorinstallierten Standard-Apps sind Forks entsprechender LineageOS-Anwendungen: So ist die SMS-App beispielsweise ein Ableger von QKSMS. Alle vorinstallierten Apps sind dabei quelloffen; die einzige Ausnahme stellt der Karten- und Navigationsdienst Magic Earth dar. Signal und Telegram sind in neueren /e/-Versionen nicht mehr ab Werk installiert. Kontakte und Dateien können via
DAVx⁵ (ehem. DavDroid) bzw. Nextcloud-App mit einem Nextcloud-Server synchronisiert werden, z. B. mit der /e/-eigenen Cloud. Voraussetzung dafür ist ein /e/-Konto.
Eigenentwicklungen hingegen sind z. B. der Bliss-Launcher, das Icon-Pack und die System-App Advanced Privacy („erweiterte Privatsphäre“). Letztere fungiert als geräteweiter Tracking- und Werbeblocker und ermöglicht es, die IP-Adresse mithilfe des Tor-Netzwerks zu verschleiern sowie den Gerätestandort gegenüber Apps zu fälschen.
Zur Standortbestimmung wurde bis zu dessen Einstellung 2024 der Mozilla Location Service (MLS) verwendet. Seitdem nutzt /e/OS einen eigenen Proxy-Server für den Anbieter HERE. In microG ist zudem mittlerweile der MLS-ähnliche Standortdienst BeaconDB standardmäßig eingerichtet.

## Bestandteile
- Ein E-Mail-Dienst auf dem Stand der Technik, der keine E-Mails mitliest
- eine auf Qwant basierende, datenschutzfreundliche Suchmaschine namens Murena Find[29][30]
- eine angepasste SearX-Instanz als Metasuchmaschine[31]
- Unabhängiger App-Store mit Bewertungsfunktion
- Cloud-Speicher, auf dem man Daten verschlüsselt speichern kann
- Online-Office-Apps
- Launcher und eigene Icons

## Rezeption
Schon kurz nach der Ankündigung der Gründung von eelo (das später in /e/ umbenannt wurde) im Dezember 2017 bekam die Initiative eine große Aufmerksamkeit von Medien und Unterstützern. Auch nach der Veröffentlichung der Betaversion wurde über /e/ in mehreren Blogs und Medien wie z. B. dem Standard (September 2018) oder ZDnet (September 2019) berichtet. Der Computer-Journalist Steven Vaughan-Nichols schrieb 2019 in ZDnet, dass Menschen, denen ihre Privatsphäre wichtig ist, auf jeden Fall einmal /e/ ausprobieren sollten.